# Blaubrunnen
Koordinaten: 48° 59′ 10,8″ N, 11° 16′ 37,1″ O
Der Blaubrunnen ist eine als Naturdenkmal ausgewiesene Karstquelle in Altdorf, einem Gemeindeteil des Marktes Titting im Landkreis Eichstätt (Regierungsbezirk Oberbayern, Bayern).

## Name
Dass der Blaubrunnen seinen Namen vom bläulich schimmernden Quellwasser hat, ist nicht erwiesen. Man geht davon aus, dass er den Namen Flaubrunnen durch das frühere Ausspülen der Wäsche (in Mundart flauen) erhalten hat.

## Beschreibung

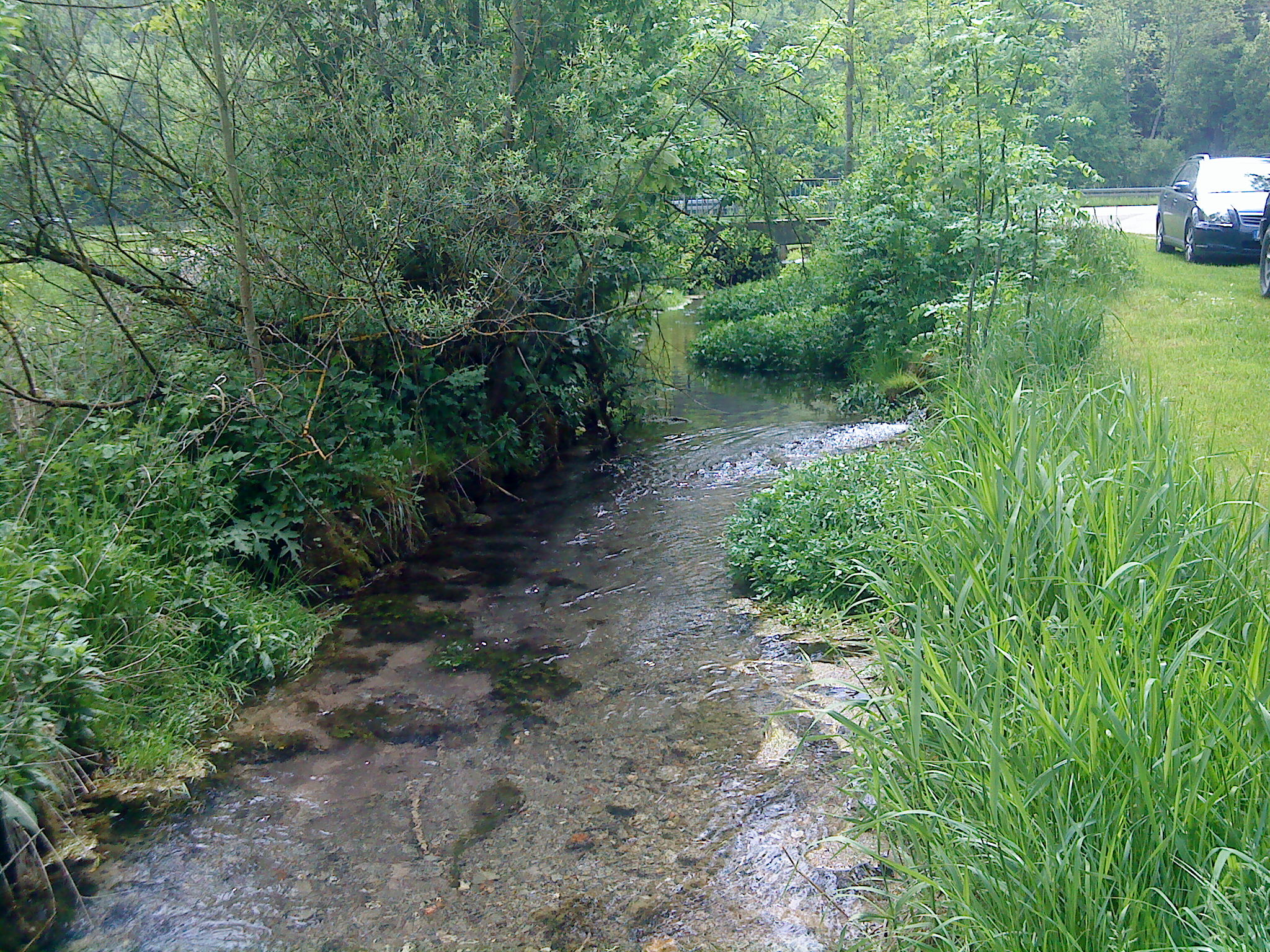
Der abfließende Bach

Der Blaubrunnen liegt westlich von Altdorf am Aufstieg zur Burg Brunneck, die ihren Namen von der Quelle hat. Sie ist in einer 4 m langen, 3 m breiten und 1 m hohen Mauer gefasst und ist als Geotop (176Q008) geschützt. Der abfließende Bach mündet nach etwa 120 m in die Anlauter. 
Zur Schüttung liegen unterschiedliche Angaben vor: Laut Geotopbeschreibung liegt die durchschnittliche Schüttung deutlich über 100 Liter pro Sekunde, wobei die Schüttung stark schwanken könne, da es sich um eine Quelle aus dem seichten Karst handelt. Nach Messdaten des Wasserwirtschaftsamtes Ingolstadt für die Jahre 2013 bis 2022 betrug die durchschnittliche Schüttung 7,7 Liter pro Sekunde (maximal 29,6, minimal 0,4 Liter pro Sekunde).
Bei Färbeversuchen konnten Verbindungen zu Dolinen bei Pollenfeld und Hegelohe festgestellt werden. In frühen Zeiten glaubte man, dass der Blaubrunnen aufgrund seines klaren Quellwassers Heilkräfte besitze.